# Maison de Chappes
La maison de Chappes est une famille française originaire du comté de Champagne.

## Branche principale
- Clarembaud Ier de Chappes ou Ascelin de Chappes (né vers 1020, † vers 1080), premier seigneur de Chappes connu. Il aurait épousé Gillette de Plancy, première dame de Plancy connue, possible fille d'Engelbert IV, comte de Brienne[1], dont il aurait eu au moins quatre enfants :
  - Gautier Ier de Chappes, qui succède à son père comme seigneur de Chappes et qui suit.
  - Hugues Ier de Plancy, qui succède à sa mère comme seigneur de Plancy.
  - Hodierne de Chappes, citée comme sœur d'Hugues dans une charte faite entre 1076 et 1120.
  - peut-être une autre fille non nommée, qui aurait épousé Geoffroi de Troyes, sénéchal du comte Hugues Ier de Champagne

- Gautier Ier de Chappes (né vers 1044, † avant 1114). Il épouse Flandrine de Troyes, possible fille de Guillaume Busac, peut-être comte d'Eu, et d'Adélaïde de Soissons, comtesse de Soissons, dont il a au moins un enfant :
  - Clarembaud II de Chappes, qui suit.

- Clarembaud II de Chappes (né vers 1070, † avant 1134). Il épouse Aélis du Donjon de Brienne, dame de Dosches, probablement apparentée à la maison de Brienne, dont il aurait eu six enfants:
  - Thibaud de Chappes, cité dans des chartes de 1121, 1138 et 1147. Bien qu'il semble être l'aîné, il n'a pas été seigneur de Chappes. Peut-être était-il malade.
  - Clarembaud III de Chappes, qui succède à son père.
  - Hugues de Chappes, cité dans une charte de 1121 et une autre de 1135.
  - Elisabeth de Chappes, qui épouse Hugues de Payns, fondateur et premier maître de l'ordre du Temple, dont elle a quatre enfants.
  - Emmeline de Chappes, dame de Dosches, qui épouse en premières noces Zacharie, seigneur de Saint-Sépulcre, dont elle a au moins quatre enfants, puis en secondes noces Hilduin de Vendeuvre, dont elle a au moins un enfant.
  - Hélie de Chappes, qui épouse en premières noces Eudes, seigneur de Villemaur, dont elle a plusieurs enfants, puis en secondes noces Guillaume de Châtillon-sur-Seine, seigneur de Duesme, dont elle a une fille.

- Clarembaud III de Chappes, dit le Lépreux (né vers 1095, † vers 1147). Il aurait été fait prisonnier des musulmans, où il aurait été réduit en esclavage et aurait attrapé la lèpre[2]. Après sa libération, il serait revenu en Champagne, aurait transmis son titre à son fils et se serait retiré à la léproserie des Deux-Eaux[3]. Il épouse Mathilde (ou Mahaut), dont le nom de famille est inconnu, dont il aurait eu trois enfants:
  - Clarembaud IV de Chappes, qui suit.
  - Gautier de Chappes, dit le Sourd, cité dans des chartes de 1171 et 1171, mort en 1178.
  - Odeline de Chappes, qui épouse Miles IV de Noyers, dont elle a sept enfants.

- Clarembaud IV de Chappes, dit le Jeune (né vers 1130, † avant 1172). Il épouse Ermengarde de Montlhéry, vicomtesse de Troyes, fille de Milon II de Montlhéry et d'Adélaïde de Blois, dont il a deux enfants.
  - Clarembaud V de Chappes, qui suit.
  - Guillaume de Chappes, cité dans une charte de 1174.
  - Gautier de Chappes, chanoine à la collégiale Saint-Étienne de Troyes en 1174 puis prévôt et enfin chancelier du comte de Champagne Henri II puis de ses successeurs jusqu'à sa mort en 1207.
  - Hugues de Chappes, mort entre 1170 et 1172.
  - Gui de Chappes (né vers 1160, † en 1221), seigneur de Jully-sur-Sarce. Il accompagne le comte Henri II de Champagne lors de la troisième croisade et combat au Siège de Saint-Jean-d'Acre. Il est présent avec son neveu Clarembaud V au tournoi d'Écry puis participe à la quatrième croisade et au siège de Constantinople[4]. En 1214, il combat à la bataille de Bouvines. Il épouse Petronille de Bar-sur-Seine, fille de Thibaut de Bar-sur-Seine, seigneur de Champlost, issu d'une branche cadette de la maison de Brienne, et de Marguerite de Chacenay, dont il a au moins trois filles :
    - Alix de Chappes, qui épouse Eudes de Frolois, dit Ragot, connétable de Bourgogne, fils de Ponce de Grancey et d'Alix de Rougemont, dont elle a plusieurs enfants.
    - Mabile de Chappes, qui épouse Erard Ier de Villehardouin, seigneur de Lézinnes, fils de Geoffroi de Villehardouin et de Channe de Villemaur, dont elle a au moins un enfant.
    - Péronnelle de Chappes, qui épouse Gui de Joinville, seigneur de Sailly, fils de Geoffroy IV, seigneur de Joinville, et d'Helvide de Dampierre, dont elle a cinq enfants.

  - plusieurs filles citées mais non nommées dans une charte de 1170.

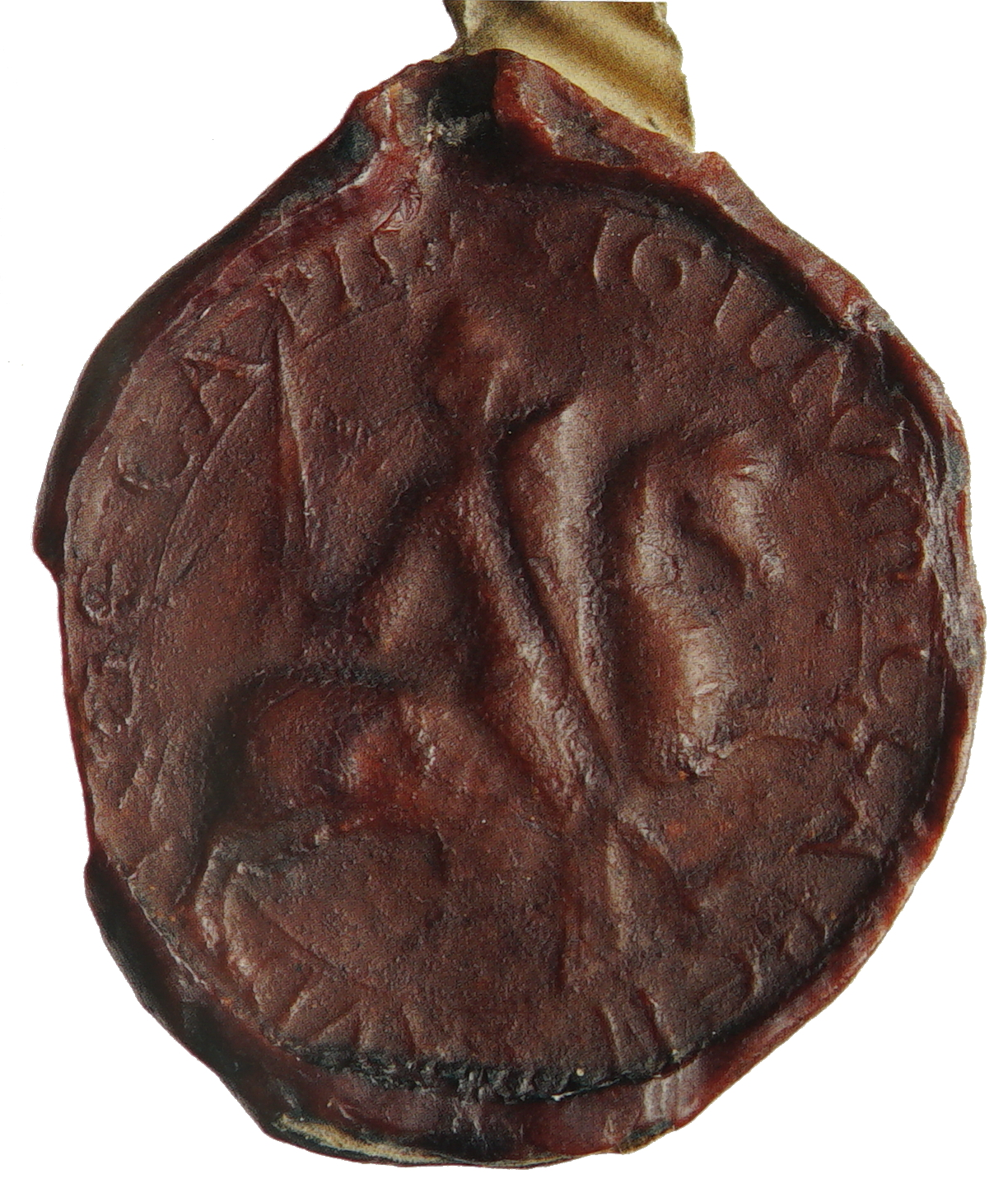
Sceau de Clarembaud V.

- Clarembaud V de Chappes (né vers 1155 † vers  1205). Vicomte de Troyes. Il participe à la troisième croisade avec le comte de Champagne Henri II et combat au siège de Saint-Jean-d'Acre en juillet 1190[4]. Il épouse Hélissent de Traînel, fille de Garnier II de Traînel, seigneur de Marigny, et d'Hélissent de Marigny, dont il a six enfants :
  - Clarembaud VI de Chappes, qui suit.
  - Gui de Chappes, chanoine à la collégiale Saint-Étienne de Troyes en 1218 puis prévôt en 1223, archidiacre de l'église d'Autun en 1205 puis prévôt en 1256 (mort en 1266).
  - Élisabeth de Chappes, qui épouse Othon de La Roche, duc d'Athènes, seigneur de Ray, fils de Pons II de la Roche et de Mathélie, dont elle a plusieurs enfants.
  - Garnier de Chappes, cités dans des chartes de 1189 et 1194.
  - Marguerite de Chappes, religieuse au prieuré de Foicy en 1209.
  - Gautier de Chappes, seigneur de Percey. Il hérite probablement de la vicomté de Troyes. Damoiseau en 1228 puis chevalier  en 1236. Il épouse en 1232 Agnès, probable dame de Percey, fille de Ferri de Cudot, dont il a au moins une fille :
    - Hélissent de Chappes, vicomtesse de Troyes, qui épouse André II de la Brosse, dont elle a des enfants.
    - Alix de Chappes, vicomtesse de Troyes, qui épouse Itier II de la Brosse, dont elle a peut-être des enfants.

- Clarembaud VI de Chappes (né vers 1180, † avant 1246). Il est présent avec son oncle Gui au tournoi d'Écry puis participe à la quatrième croisade et au siège de Constantinople[4]. Il épouse Helvide ou Guiote, dont le nom de famille est inconnu (peut-être s'agit-il de deux mariages différents), dont il a au moins quatre enfants.
  - Jean de Chappes, qui suit.
  - Gui de Chappes, qui épouse Sibylle d'Amance et devient la tige de la branche d'Étrepy
  - Guillaume de Chappes, prieur de Fouchères, cité dans une charte de 1240.
  - Dreux de Chappes, chanoine à Langres, cité dans une charte de 1240.

- Jean de Chappes (né vers 1215, † après 1294). Le nom de son épouse est inconnu, mais il aurait eu au moins quatre enfants :
  - Dreux Ier de Chappes, qui suit.
  - Marguerite de Chappes.
  - Hue de Chappes, seigneur de Dienville et de Mathaux. Il épouse Jeanne de Marolles (qui épousera en secondes noces Jean d'Arzillières), dont il a au moins une fille :
    - Jeanne de Chappes, qui épouse en premières noces Jean de Thourotte, seigneur d'Allibaudières, puis en secondes noces Simon de Dienville.

  - Guiard de Chappes, seigneur de Mathougues.

- Dreux Ier de Chappes (né vers 1250, † après 1316). Il épouse Marguerite de la Brosse dont il a au moins trois enfants :
  - Dreux II de Chappes, qui suit.
  - Marie de Chappes, qui épouse Jean VI de Thourotte, seigneur d'Aillebaudières, fils de Jean V de Thourotte et d'Agnès de Loisy.
  - Perrin de Chappes, écuyer, probablement mort jeune et sans descendance.

- Dreux II de Chappes (né vers 1280, † vers 1378). Il épouse Catherine de Toucy, fille de Gui III de Toucy, seigneur de Bazarnes, et de Marguerite de Châtillon-en-Bazois, dont il a au moins un enfant :
  - Marguerite de Chappes, qui suit.

- Marguerite de Chappes (née vers 1320, † après 1407). Dame de Chappes. Elle épouse Pierre II de Montagu, seigneur de Malain, fils de Guillaume II de Montagu, seigneur de Sombernon, Malain et Chastelus, dont elle a plusieurs enfants.

## Branche d'Étrepy
- Gui Ier de Chappes († avant 1256), seigneur d'Étrepy par son mariage avec Sibylle d’Amance, fille de Baudouin d’Amance, dit Taillefer, seigneur d’Étrepy, et de son épouse Sibylle, dont il a au moins trois enfants :
  - Clarembaud d'Étrepy, qui suit.
  - Jean Ier d'Étrepy, qui suit après son frère.
  - Béatrix d'Étrepy, qui épouse Jean de Tilchâtel, seigneur de Coublant, fils d'Hugues de Tilchâtel et de sa première épouse Philippa de Noyers, d'où postérité.

- Clarembaud d'Étrepy († avant 1265), seigneur d'Étrepy à la mort de son père. Probablement mort jeune sans union ni descendance.

- Jean Ier d'Étrepy († avant 1269), seigneur d'Étrepy à la mort de son frère. Il épouse une femme prénommée Agnès dont le nom de famille est inconnu et dont il a au moins trois enfants :
  - Gui II d'Étrepy, qui suit.
  - d'autres enfants cités mais non nommés dans une charte de 1269.

- Gui II d'Étrepy († après 1269), seigneur d'Étrepy à la mort de son père. Il épouse une femme prénommée Alix dont le nom de famille est inconnu et dont il a au moins deux enfants :
  - Jean II d'Étrepy, qui suit.
  - Guillaume d'Étrepy seigneur de Heiltz-le-Maurupt. Probablement mort sans union ni descendance.
  - Isabelle d'Étrepy, qui épouse en premières noces Gui de Joinville, seigneur de Donjeux, d'où postérité. Veuve, elle épouse en secondes noces Liébaud de Rosières, seigneur de Lignéville, d'où postérité.

- Jean II d'Étrepy († après 1323), seigneur d'Étrepy à la mort de son père. Il épouse Agnès de la Brouse dont il n'a probablement pas d'enfant.

## Pour approfondir